# Hackles
Hackles é uma webcomic criada por Drake Emko e Jen Brodzik. A história é sobre um escritório de TI, a BitCo, com estereótipos típicos, como nerds, hackers e gurus da computação. A tira foi publicada desde 31 de Março, 2001 até o dia em que ela entrou em uma pausa em 15 de Janeiro, 2004 sem dia definido para voltar (se voltar).
Hackles em inglês, significa os pêlos no pescoço e nas costas, principalmente em cães e lobos.

## Personagens Principais

### Hackles
Hackles é o herói da história, o cão programador. Como os outros cachorros, ele é amigavél e gosta da companhia dos amigos.
Ele não liga (ou não tem saco para aturar) as regras da empresa.
Ele prefere ficar sozinho programando e bebendo quantidades massivas de café.
Fascinado por tecnologia, Hackles é meio nerd, gosta de jogar Dungeons and Dragons, assistir Canal Científico, e construir robôs.

### Katrina Vittles
Katrina é uma gata, que está sempre em dúvida se deve seguir seus instintos felinos ou as regras do mundo empresarial.
Webdesigner talentosa, ela adora Unix, HTML, JavaScript, e criar imagens com o GIMP. O lado nerd de Katrina também inclui apreciação de sci-fi, especialmente Star Trek e Star Wars. Assim como outros gatos que mexem com computador, Katrina pode ser pega batendo no mouse quando não tem ninguém vendo.

### Boss Dog
É o chefe da companhia. O chefe é um cão com temperamento particular, que incansavelmente tenta liderar a BitCo ao sucesso. Ele não é o animal mais entendido de tecnologia na BitCo, mas ele compensa com suas habilidades de Recursos Humanos (eer, Recursos Animais). Seu trabalho integral é manter diversos animais de espécies diferentes, felizes e produtivos. Ele sempre é surpreendido com as excentricidades de seus empregados, mas como chefe, é o seu trabalho ter paciência com seus empregados.

### Marcus Mouse
Marcus é um roedor nervosinho. É um rato ultraconservador e não faz exceções. Sempre consegue irritar seus colegas, e tem a rudez e as qualidades para ser um bom Marqueteiro na BitCo.

### Peter and Percy Penguin
Esses dois caras são uma boa dupla. O que dizer dos poderosos Administradores de Redes da BitCo? Peter e Percy gastam horas, dias e noites batendo nas teclas dos seus supercarregados servidores Linux, destruindo inimigos e se surpreendendo.
Qualquer semelhança com o Mascote do Linux, Tux, é claro, é pura coincidência.

### Hazel Hopkins
Hazel é a recepcionista da BitCo. Todo mundo gosta dessa Coelha, mesmo que às vezes ela é um pouco nervosa. O telefone sempre a assusta quando toca. Como a maioria dos coelhos, ela adora cenouras de qualquer tipo. Diferente dos outros coelhos, Hazel não enxerga bem, e precisa usar óculos. Por mais que ela goste do seu emprego e dos seus colegas, ela fica fácilmente distraída e sempre é pega dormindo em sua mesa, ou sonhando acordada na grama, do lado de fora do escritório.

### Preston Pigglesworth III
Preston é um programador na BitCo. Dia ou noite, esse peso-pesado da programação é visto comendo junk-food e ingerindo bebidas ultra-cafeinadas, como a Porca Limonada. Ele é imaturo e sempre está falando sobre suas "H4b1l1d4d3s H4ck3r", e atormenta a empresa inteira. Mesmo sendo chato e querendo chamar a atenção, no fundo Preson é um bom nerd, ele e Hackles vivem andando juntos.

### Vic
Vic é um robô que Hackles construiu de um antigo Vic 20, e algumas peças antigas de computador. Hackles na verdade, queria um robô de batalha, mas a grana estava curta, quando ele foi comprar o equipamento. Com certeza, Vic é mais fraco que um robô de batalha, mas a inteligência dele compensa, o que é impressionante, já que Vic só possui 3.5 KB de Memória RAM, e CPU de 1 MHz. Como o único robô baseado em um Vic 20, Vic tem algumas crises de identidade, e está sempre tentando descobrir o sentido da vida, enquanto se adapta à sociedade não-robótica.